# 蔓茄
蔓茄（学名：Lycianthes lysimachioides）为茄科紅絲線屬下的一个种。

## 扩展阅读
- 維基物種上的相關：蔓茄